# Hans Ernst Christian Lüdeking
Hans Ernst Christian Lüdeking (* 14. Juli 1864 in Bremen; † 16. November 1945 in Bremerhaven) war ein deutscher Pädagoge und Politiker (SPD).

## Biografie

### Ausbildung und Beruf
Lüdeking war der Sohn eines Eisenbahners. Er besuchte die Kirchspielschule St. Michaelis und die Realschule in Bremen. Er absolvierte von 1881 bis 1884 das Bremer Lehrerseminar. Von 1884 bis 1889 war er Hilfslehrer und von 1889 bis 1931 Lehrer an der Volksschule an der Großenstraße im Stephaniviertel.

### Politik
Lüdeking war Mitglied der SPD und zwischendurch von 1919 bis 1922 der USPD. Er war 1919/20 Mitglied der Bremer Nationalversammlung und von 1920 bis 1930 Abgeordneter der Bremischen Bürgerschaft und von 1919 bis 1921 deren Vizepräsident. Er war Mitglied verschiedener Deputationen, vor allem in der für das Schulwesen. Er erwarb sich nach 1918 große Verdienste beim Wiederaufbau des Bremer Schulwesens.

### Weitere Mitgliedschaften und Ämter
- Lüdeking war Mitglied des Bremischen Lehrervereins. 1906 wurde er Vorsitzender des Vereins und blieb dieses – mit einer kurzen Unterbrechung 1908/09 – bis 1930.
- 1919 war er Vorsitzender des Bremer Lehrerrats und  später Vorsitzender des Bremer Landeskartells des Allgemeinen Deutschen Beamtenbundes.

### Ehrungen
- Die Lüdekingstraße in Bremen-Walle wurde 1955 nach ihm benannt.
- 1932 wurde er zum Ehrenvorsitzenden des Bremischen Lehrervereins gewählt.